# Хоргенцел
Хоргенцел (њем. Horgenzell) општина је у њемачкој савезној држави Баден-Виртемберг. Једно је од 39 општинских средишта округа Равенсбург. Према процјени из 2010. у општини је живјело 4.796 становника. Посједује регионалну шифру (AGS) 8436095.

## Географски и демографски подаци
Хоргенцел се налази у савезној држави Баден-Виртемберг у округу Равенсбург. Општина се налази на надморској висини од 620 метара. Површина општине износи 56,2 km². У самом мјесту је, према процјени из 2010. године, живјело 4.796 становника. Просјечна густина становништва износи 85 становника/km².